# Баштові броненосці типу «Буффел»

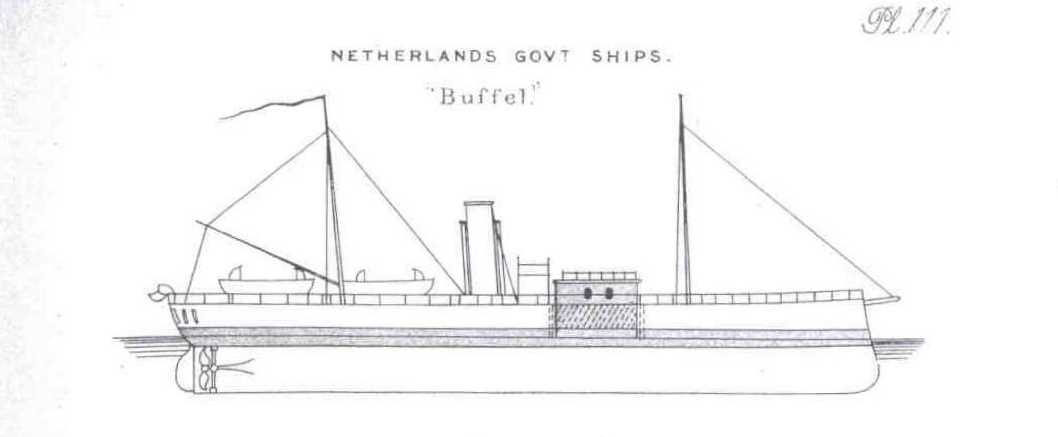
Схема моніторів типу «Буффел»

Броненосці типу «Буффел» — два баштових броненосця,   побудованих для Королівського флоту Нідерландів у 1860-х роках. Через невелику осадку та розміщення гармат головного калібру (девятидюймові Армстронга) у єдиній башті ці кораблі часто розглядають як монітори. Водночас офіційно вони класифікувалися як «таранні баштові кораблі», у складі ВМС Нідерландів одночасно з ними служили і прибережні монітори.

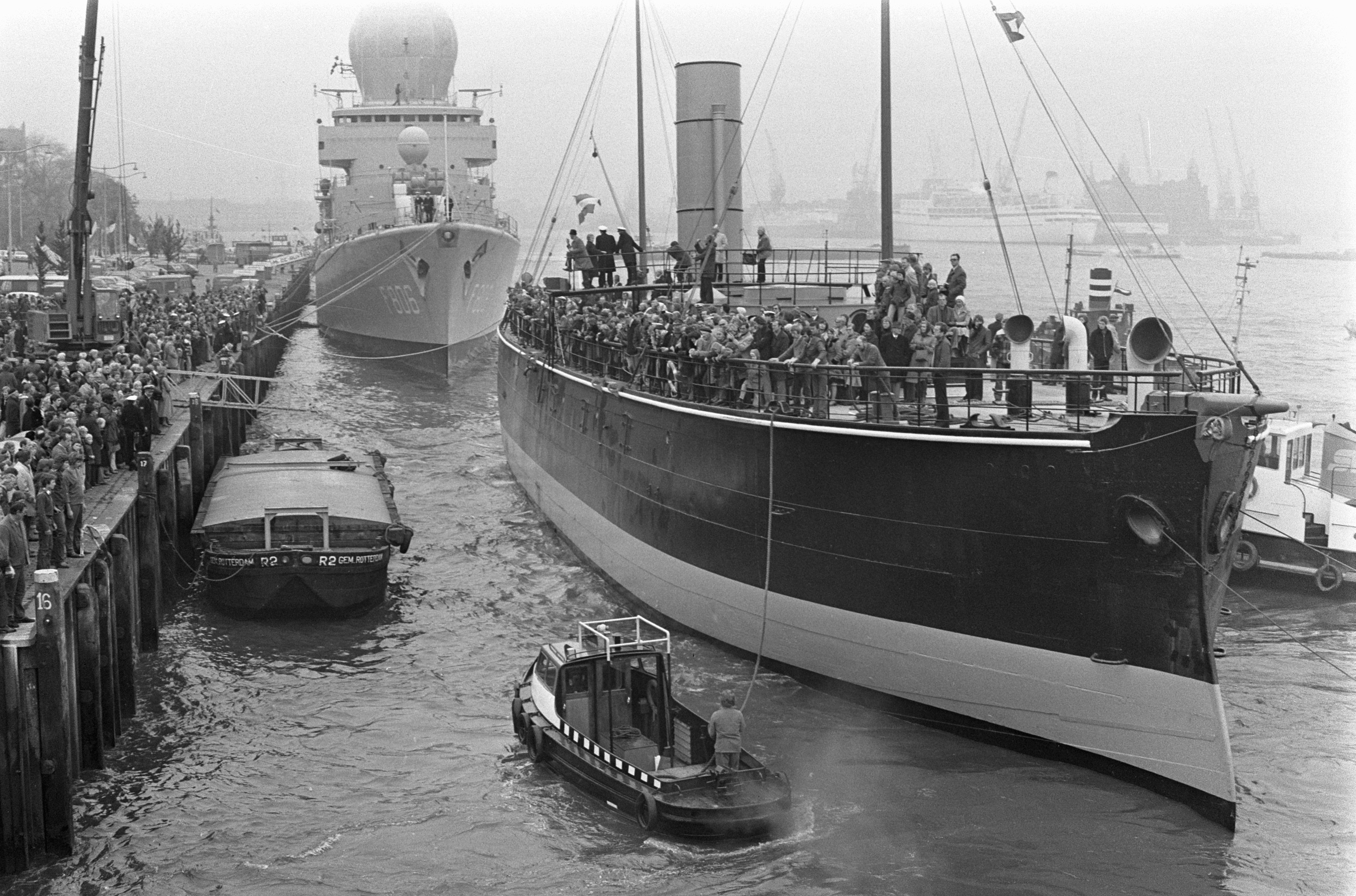
«Буффел» буксирують до місця стоянки як корабель-музей, 1976.

Їх служба минула без значних подій і кораблі були виключені зі списку ВМС наприкінці 1890-х. «Хінея» була утилізована в 1897 році, але «Буффел» був перетворений на блокшив і став плавучою казармою у 1896 році. Він був захоплений німцями під час Другої світової війни, але після війни повернувся у Нідерланди. Став кораблем-музеєм у 1979 році.